# ペア・メルテザッカー
ペア・メルテザッカー（Per Mertesacker, 1984年9月29日 - ）は、西ドイツ・ハノーファー出身の元サッカー選手。元ドイツ代表。ポジションはDF。メアテスアッカーやメルテスアッカーとも表記される。

## 経歴

### 生い立ち
サッカー指導者を務める父・シュテファン・メルテザッカーとノルディックウォーキングの指導者を務める母との間に生まれる。シュテファンは1994年10月31日から11月6日にかけてハノーファー96のトップチームの暫定監督を務めた経験を持つ。メルテザッカーはハノーファーの南に位置するパッテンゼンという町で育ちTSVパッテンゼンという小さなスポーツクラブでサッカーを始めたが、父のシュテファンは「息子は少年時代は特別に注目されるような選手ではなかった」と評している。

### クラブ

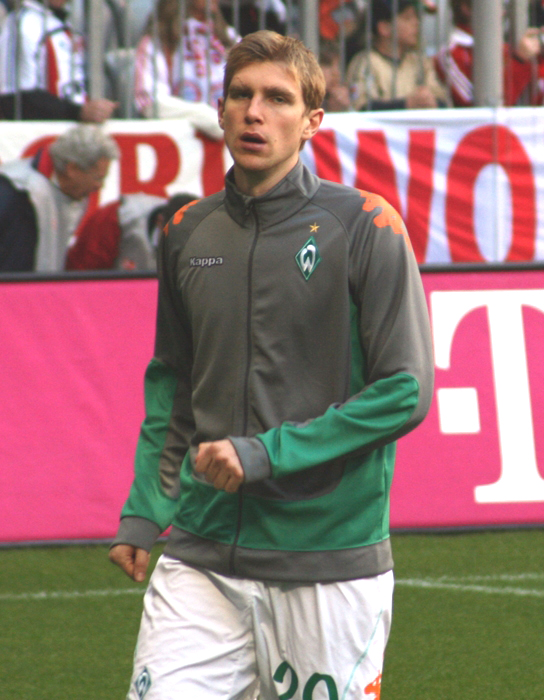
ブレーメンでのメルテザッカー

1995年、11歳の時にハノーファー96の下部組織に入団した。2003年にプロ契約し、同年11月1日の1.FCケルン戦でブンデスリーガデビューをしたが、この時は右サイドバックとしての出場だった。ラルフ・ラングニック監督の下、それからしばらくは出場機会がなかったが、2004年3月にエーヴァルト・リーネン新監督が就任するとセンターバックのレギュラーを任されるようになった。
2006年8月8日、ハノーファーから100kmほどの距離にあるヴェルダー・ブレーメンに移籍した。移籍金は470万ユーロ。2008年6月にはブレーメンとの契約を2012年6月30日まで延長した。ブレーメンではナウドやセバスティアン・プリョードルとともにDFラインの要に成長した。
2008-09シーズンには国内大会のDFBポカールと国際大会のUEFAカップ 2008-09で決勝進出を果たしたが、怪我の影響もあり2009年5月20日に行われたUEFAカップ決勝と同年5月30日に行われたDFBポカール決勝は欠場した。

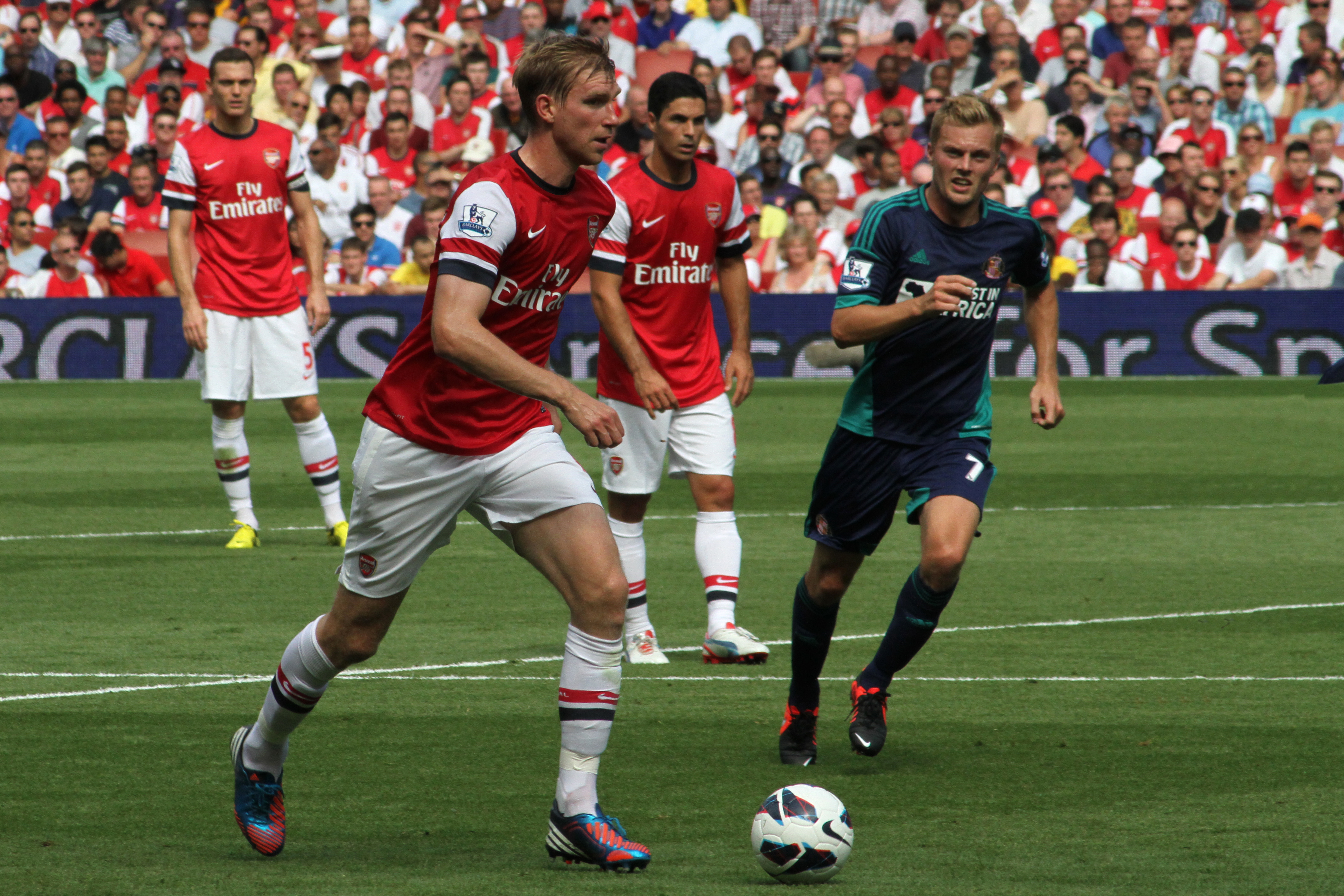
2012年に行われたサンダーランドAFC戦でのメルテザッカー

2011年8月31日、開幕から不振の続くイングランドのアーセナルに移籍金800万ポンド（約9億9800万円）の4年契約で移籍した。1年目はプレミアの水に馴染めず欠点であるスピード不足を露呈する場面が目立ち、2012年2月11日に行われたサンダーランドAFC戦において足首の靭帯を損傷したことで長期離脱を余儀なくされた。2年目の2012–13シーズンになると徐々にプレミアにも慣れていき、得意の空中戦での強さで相手FWを封じ込める場面が増えた。ミスの目立った主将のトーマス・フェルメーレンに代わってレギュラーに昇格したローラン・コシールニーとのコンビネーションを見せ、UEFAチャンピオンズリーグ出場権獲得に貢献した。
2013–14シーズンもコシールニーとのコンビにより安定した守備を見せ、プレミアリーグでは一時期は首位に立ったもののマンチェスター・シティFCやリヴァプールFCとの優勝争いに敗れ4位でシーズンを終えたが、FAカップ決勝ではハル・シティAFCを延長戦の末に3-2のスコアで下し優勝に貢献した。
2014年3月4日、アーセナルとの契約延長に合意した。
2016-17シーズンからはキャプテンを務め、2017年1月19日に契約期間を2018年6月末まで延長したが、膝の怪我のため長期離脱を余儀なくされた。同年5月22日に行われたプレミアリーグ第38節のエヴァートンFC戦で復帰をすると。FAカップ決勝のチェルシーFC戦では、守備陣に怪我人が続出したという事情から先発出場を果たすと、相手の攻撃を抑え優勝に貢献した。
クラブのアカデミーの職に就任するため、2017-18年限りで現役を引退。アーセナルのホーム最終戦に後半途中から出場し、その試合限りでの引退となった。

### 代表

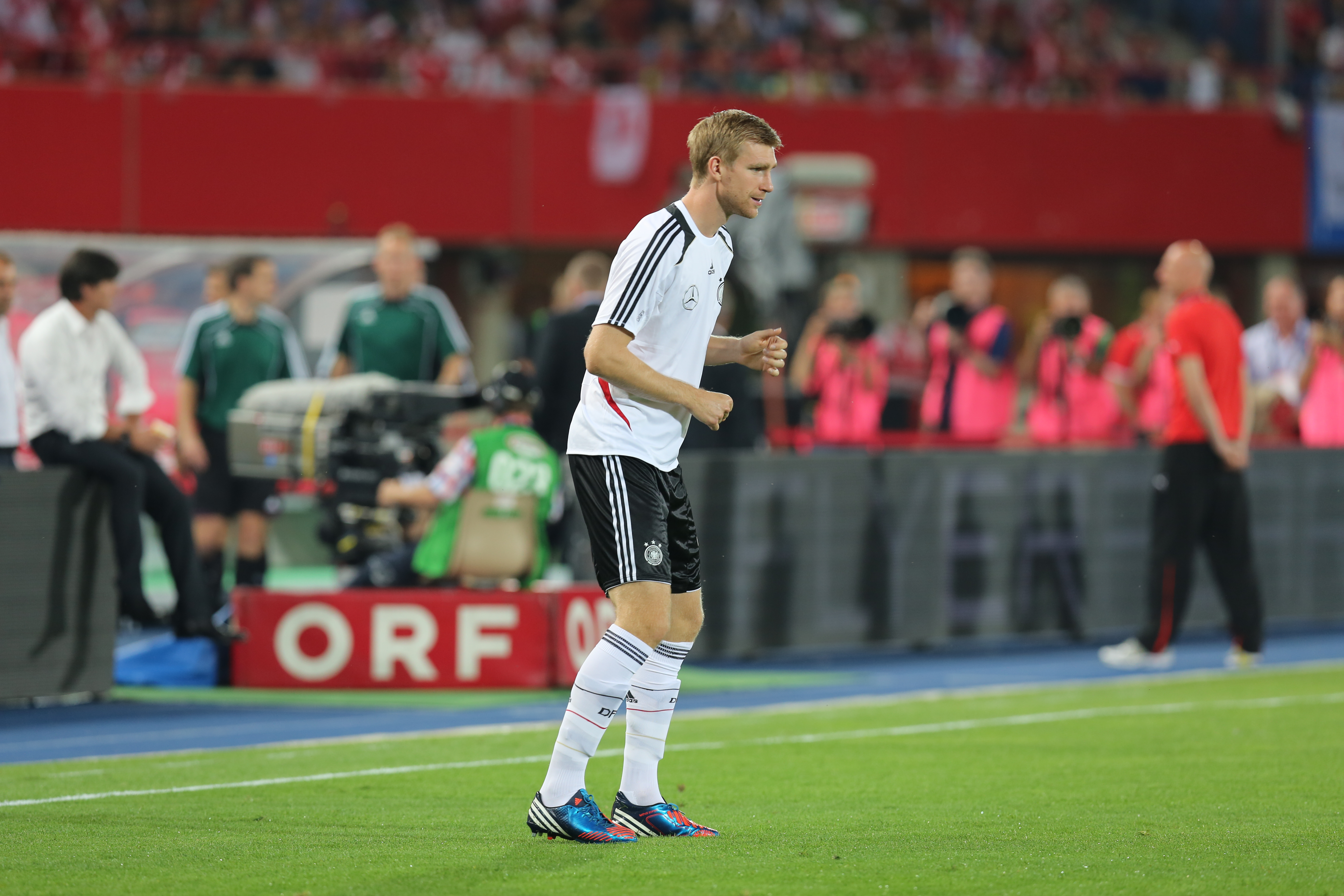
2012年9月11日に行われたオーストリア戦でのメルテザッカー

2004年、ドイツ代表のユルゲン・クリンスマン監督に初招集され、10月9日のアウェーでのイラン戦で初出場した。このときまだ19歳であり、しかもリーグ戦にわずか20試合に出場したのみだった。12月のアジア遠征では、韓国、タイとともに日本をも訪れている。以後代表レギュラーの座を掴むとディフェンスの要となり、2005年のFIFAコンフェデレーションズカップでは3位入賞に貢献。この後、クリストフ・メッツェルダーとコンビを組むようになり2006年のワールドカップドイツ大会では3位入賞に貢献した。
監督がクリンスマンからヨアヒム・レーヴへと引き継がれた後も欠かすことのできない選手として、2008年のUEFA EURO 2008では準優勝、2010年のワールドカップ南アフリカ大会では全7試合に出場し3位入賞に貢献した。南アフリカ大会後はマッツ・フメルスとセンターバックのコンビを組むようになったが、2012年のUEFA EURO 2012では所属クラブの試合中に負った足首の怪我や同じポジションを務めるホルガー・バトシュトゥバーの台頭もあり出場機会はなかった。
2014年のワールドカップブラジル大会では準々決勝のフランス戦を除く6試合に出場し、グループリーグ第2戦のガーナ戦では通算100試合出場を達成、決勝のアルゼンチン戦では延長後半にメスト・エジルとの交代で出場を果たしドイツの24年ぶり4回目の優勝に貢献した。この試合が最後の出場となり、1か月後の同年8月15日に代表からの引退を表明した。メルテザッカーはドイツ代表としての11年間のキャリアにおいて国際Aマッチ104試合に出場し4得点を記録した。また、ワールドカップ優勝メンバーの代表からの引退はフィリップ・ラームやミロスラフ・クローゼに続いて3人目となった。

## 人物

### プレースタイル
200cmの長身を生かした空中戦の強さが特徴だが、身体能力だけでなく的確な予測とポジショニングを生かした守備も得意としている。アーセナルFCのアーセン・ベンゲル監督は「彼は豊富な経験と強さを持つ国際的な選手であり、地上においても空中においても優れている」と評しているが、その一方でスピード不足の欠点を指摘されている。また、警告や退場を受けるケースが少ないクリーンな選手でもある
。試合展開の予測と数少ないファールで相手を封じるプレースタイルは、ベルティ・フォクツやユルゲン・コーラーのような身体能力を最大限に生かして相手の攻撃を寸断するドイツ人ディフェンダーの典型とは異なるという。

### 私生活
2013年6月にハンドボール選手のウルリケ・シュタンゲと結婚した。ウルリケはハンドボールドイツ女子代表として38試合に出場し2007年世界女子ハンドボール選手権では3位入賞を果たした経歴を持つ。2人は2014年の時点で2児をもうけているが長男は結婚前の2011年4月24日に、次男は2014年5月20日に誕生している。なお、メルテザッカーは次男の出産に立ち会うために同年に行われた2014 FIFAワールドカップの事前合宿に遅れて参加をした。
ボランティア意識が強く、「ペア・メルテザッカー財団」を設立し、ハノーファーやドイツ国内において社会的に恵まれない子供たちの支援を行っている。
引退を決断したのちの2018年3月、プロアスリートが常に強い姿のみを求められ、自分の弱い部分を見せることが嫌悪される風潮に一石を投じるべく「長年大きなプレッシャーに苦しみ、出場した600を超える試合のそのほとんどで重圧から直前に体調を崩したり、気分がすぐれず吐いたりしていた」と公表した。常日頃は選手に厳しい『ビルト』紙は、「フットボールという残酷な一面がある巨大ビジネスの核心を突く、初めての人間だ」とメルテザッカーを称賛したが、ローター・マテウスのようにメルテザッカーの告白を批判する者もいた。

## 個人成績

### クラブでの成績
出典
| クラブ       | シーズン | リーグ         | リーグ | リーグ | カップ | カップ | リーグカップ | リーグカップ | 欧州カップ | 欧州カップ | その他 | その他 | 通算 | 通算 |
| クラブ       | シーズン | リーグ         | 出場   | 得点   | 出場   | 得点   | 出場         | 得点         | 出場       | 得点       | 出場   | 得点   | 出場 | 得点 |
| ------------ | -------- | -------------- | ------ | ------ | ------ | ------ | ------------ | ------------ | ---------- | ---------- | ------ | ------ | ---- | ---- |
| ハノーファー | 2003-04  | ブンデスリーガ | 13     | 0      | 1      | 0      | —            | —            | —          | —          | —      | —      | 14   | 0    |
| ハノーファー | 2004-05  | ブンデスリーガ | 31     | 2      | 4      | 1      | —            | —            | —          | —          | —      | —      | 35   | 3    |
| ハノーファー | 2005-06  | ブンデスリーガ | 30     | 5      | 3      | 0      | —            | —            | —          | —          | —      | —      | 33   | 5    |
| ハノーファー | 小計     | 小計           | 74     | 7      | 8      | 1      | —            | —            | —          | —          | —      | —      | 82   | 8    |
| ブレーメン   | 2006-07  | ブンデスリーガ | 25     | 2      | 0      | 0      | 0            | 0            | 10         | 2          | —      | —      | 35   | 4    |
| ブレーメン   | 2007-08  | ブンデスリーガ | 32     | 1      | 3      | 0      | 1            | 0            | 9          | 0          | —      | —      | 45   | 1    |
| ブレーメン   | 2008-09  | ブンデスリーガ | 23     | 2      | 3      | 1      | —            | —            | 13         | 1          | —      | —      | 39   | 4    |
| ブレーメン   | 2009-10  | ブンデスリーガ | 33     | 5      | 5      | 0      | —            | —            | 10         | 0          | 1      | 1      | 49   | 6    |
| ブレーメン   | 2010-11  | ブンデスリーガ | 30     | 2      | 2      | 0      | —            | —            | 7          | 0          | —      | —      | 38   | 2    |
| ブレーメン   | 2011-12  | ブンデスリーガ | 4      | 0      | 0      | 0      | —            | —            | —          | —          | —      | —      | 4    | 0    |
| ブレーメン   | 小計     | 小計           | 147    | 12     | 13     | 1      | 1            | 0            | 49         | 3          | 1      | 1      | 211  | 17   |
| アーセナル   | 2011-12  | プレミアリーグ | 22     | 0      | 1      | 0      | 0            | 0            | 5          | 0          | —      | —      | 28   | 0    |
| アーセナル   | 2012-13  | プレミアリーグ | 34     | 3      | 3      | 0      | 1            | 0            | 6          | 0          | —      | —      | 44   | 3    |
| アーセナル   | 2013-14  | プレミアリーグ | 35     | 2      | 6      | 1      | 1            | 0            | 10         | 0          | —      | —      | 52   | 3    |
| アーセナル   | 2014-15  | プレミアリーグ | 35     | 0      | 4      | 2      | 0            | 0            | 9          | 0          | 0      | 0      | 48   | 2    |
| アーセナル   | 2015-16  | プレミアリーグ | 24     | 0      | 3      | 0      | 2            | 0            | 6          | 0          | 1      | 0      | 36   | 0    |
| アーセナル   | 2016-17  | プレミアリーグ | 1      | 0      | 0      | 0      | 0            | 0            | 1          | 0          | 0      | 0      | 2    | 0    |
| アーセナル   | 小計     | 小計           | 150    | 5      | 17     | 3      | 4            | 0            | 36         | 0          | 1      | 0      | 208  | 8    |
| 合計         | 合計     | 合計           | 370    | 24     | 38     | 5      | 5            | 0            | 85         | 3          | 2      | 1      | 500  | 33   |

## 代表歴

### 出場大会
- ドイツ代表
  - 2006 FIFAワールドカップ
  - 2010 FIFAワールドカップ
  - 2014 FIFAワールドカップ

### 試合数
- 国際Aマッチ 104試合 4得点（2004年-2014年）[47][2][42]

| ドイツ代表 | 国際Aマッチ | 国際Aマッチ |
| 年         | 出場        | 得点        |
| ---------- | ----------- | ----------- |
| 2004       | 4           | 0           |
| 2005       | 14          | 1           |
| 2006       | 11          | 0           |
| 2007       | 10          | 0           |
| 2008       | 13          | 0           |
| 2009       | 7           | 0           |
| 2010       | 14          | 0           |
| 2011       | 6           | 0           |
| 2012       | 6           | 1           |
| 2013       | 10          | 2           |
| 2014       | 9           | 0           |
| 通算       | 104         | 4           |

### 得点
出典
| #  | 開催日         | 開催地                     | 対戦国         | スコア | 結果 | 大会                                 |
| -- | -------------- | -------------------------- | -------------- | ------ | ---- | ------------------------------------ |
| 1. | 2005年6月15日  | ドイツ、フランクフルト     | オーストラリア | 2-1    | 4-3  | FIFAコンフェデレーションズカップ2005 |
| 2. | 2012年10月16日 | ドイツ、ベルリン           | スウェーデン   | 3-0    | 4-4  | 2014 FIFAワールドカップ・予選        |
| 3. | 2013年9月10日  | フェロー諸島、トースハウン | フェロー諸島   | 1-0    | 3-0  | 2014 FIFAワールドカップ・予選        |
| 4. | 2013年11月19日 | イングランド、ロンドン     | イングランド   | 1-0    | 1-0  | 親善試合                             |

## タイトル

### クラブ
ヴェルダー・ブレーメン
- DFBポカール: 2008-09

アーセナル
- FAカップ: 2013-14, 2014-15, 2016-17
- FAコミュニティ・シールド: 2015, 2017

### 代表
ドイツ代表
- FIFAワールドカップ: 2014